# Molières 2015
La 27e cérémonie des Molières s'est déroulée le 27 avril 2015 aux Folies Bergère. Elle était retransmise en léger différé sur France 2 et présentée par Nicolas Bedos,.

## Palmarès

### Molière du comédien dans un spectacle de théâtre public
- André Dussollier dans Novecento
  - Philippe Caubère dans La Danse du diable
  - Micha Lescot dans Ivanov
  - Olivier Martin‐Salvan dans Pantagruel

### Molière du comédien dans un spectacle de théâtre privé
- Maxime d'Aboville dans The Servant
  - François Berléand dans Deux hommes tout nus
  - Claude Brasseur dans La Colère du Tigre
  - Nicolas Briançon dans La Vénus à la fourrure

### Molière de la comédienne dans un spectacle de théâtre public
- Emmanuelle Devos dans Platonov
  - Audrey Bonnet dans Répétition
  - Émilie Incerti Formentini dans Rendez‐vous Gare de l'Est
  - Vanessa van Durme dans Avant que j'oublie

### Molière de la comédienne dans un spectacle de théâtre privé
- Marie Gillain dans La Vénus à la fourrure
  - Myriam Boyer dans Chère Elena
  - Fanny Cottençon dans On ne se mentira jamais !
  - Miou-Miou dans Des gens bien

### Molière du comédien dans un second rôle
- Thierry Frémont dans Les Cartes du pouvoir
  - Urbain Cancelier dans Le Système
  - Florian Choquart dans La Discrète amoureuse
  - Romain Cottard dans Comment vous racontez la partie
  - Arthur Igual dans Le Capital et son singe
  - Éric Laugérias dans Nelson

### Molière de la comédienne dans un second rôle
- Dominique Reymond dans Comment vous racontez la partie
  - Anne Azoulay dans King Kong Théorie
  - Léna Bréban dans La Maison d'à côté
  - Marie‐Christine Danède dans La Colère du Tigre
  - Noémie Gantier dans Les Particules élémentaires
  - Agnès Sourdillon dans Le Malade imaginaire

### Molière de la révélation masculine
- François Deblock dans Chère Elena
  - Félix Beaupérin dans Si on recommençait
  - Alexis Moncorgé dans Le Bonheur des Dames
  - David Murgia dans Discours à la Nation

### Molière de la révélation féminine
- Marie Rémond dans Yvonne, princesse de Bourgogne
  - Éléonore Arnaud dans La Discrète amoureuse
  - Gaëlle Billaut-Danno dans Célimène et le Cardinal
  - Roxane Duran dans Les Cartes du pouvoir
  - Valentine Galey dans L'École des femmes
  - Nathalie Mann dans La Grande Nouvelle

### Molière du théâtre public
- Les Coquelicots des tranchées de Georges-Marie Jolidon, mise en scène Xavier Lemaire, Théâtre 14 Jean-Marie Serreau
  - Germinal d'Antoine Defoort et Halory Goerger, mise en scène des auteurs, L'Amicale de production, Lille
  - Henry VI de William Shakespeare, mise en scène Thomas Jolly, La Piccola Familia
  - Les Particules élémentaires de Michel Houellebecq, mise en scène Julien Gosselin, Si vous pouviez lécher mon cœur

### Molière du théâtre privé
- La Vénus à la fourrure de David Ives, mise en scène Jérémie Lippmann, théâtre Tristan-Bernard
  - Les Cartes du pouvoir de Beau Willimon, mise en scène Ladislas Chollat, théâtre Hébertot
  - Chère Elena de Ludmilla Razoumovskaïa, mise en scène Didier Long, théâtre de Poche Montparnasse
  - Des souris et des hommes de John Steinbeck, mise en scène Jean-Philippe Evariste et Philippe Ivancic, théâtre du Palais-Royal

### Molière de l'auteur francophone vivant
- Éric Assous pour On ne se mentira jamais !
  - Michel Houellebecq pour Les Particules élémentaires
  - Tristan Petitgirard pour Rupture à domicile
  - Pascal Rambert pour Répétition
  - Yasmina Reza pour Comment vous racontez la partie
  - Sébastien Thiéry pour Deux hommes tout nus

### Molière du metteur en scène d’un spectacle de théâtre public
- Thomas Jolly pour Henry VI
  - Julien Gosselin pour Les Particules élémentaires
  - Caroline Guiela Nguyen pour Elle brûle
  - Vincent Macaigne pour Idiot ! parce que nous aurions dû nous aimer

### Molière du metteur en scène d’un spectacle de théâtre privé
- Nicolas Briançon pour Voyages avec ma tante
  - Ladislas Chollat pour Les Cartes du pouvoir
  - Didier Long pour Le Système et Chère Elena
  - Roman Polanski pour Le Bal des vampires

### Molière de la comédie
- Des gens intelligents de Marc Fayet, mise en scène José Paul, théâtre de Paris - Salle Réjane
  - Cher trésor de Francis Veber, mise en scène de l'auteur, théâtre des Nouveautés
  - On ne se mentira jamais ! d'Éric Assous, mise en scène Jean-‐Luc Moreau, théâtre La Bruyère
  - Un dîner d'adieu d'Alexandre de la Patellière et Matthieu Delaporte, mise en scène Bernard Murat, théâtre Édouard VII

### Molière du théâtre musical
- Les Franglaises de Les Franglaises, mise en scène des auteurs, Blue Line Productions, Bobino
  - Ali 74, Le Combat du siècle de Nicolas Bonneau, mise en scène de l'auteur, Compagnie La Volige
  - Cinq de Cœur, Le Concert sans retour, de Cinq de Cœur, mise en scène Meriem Menant, théâtre Le Ranelagh
  - La Grande Duchesse d'après Jacques Offenbach, mise en scène Philippe Béziat, Compagnie Les Brigands

### Molière seul(e) en scène
- Denis Lavant dans Faire danser les alligators sur la flûte de Pan, mise en scène Ivan Morane
  - Florence Foresti dans Madame Foresti, mise en scène Florence Foresti
  - Jos Houben dans l'Art du rire
  - Francis Huster dans Le Joueur d'échecs mise en scène Steve Suissa

### Molière de la création visuelle
- Le Bal des vampires, décors William Dudley, costumes Sue Blane, lumière Hugh Vanstone
  - Les Particules élémentaires, scénographie Julien Gosselin, costumes Caroline Tavernier, lumière Nicolas Joubert
  - La Réunification des deux Corées, scénographie et lumière Éric Soyer, costumes Isabelle Deffin
  - Le Système, décors Bernard Fau et Citronelle Dufay, costumes Jean-Daniel Vuillermoz, lumière Laurent Béal

## Audiences
Diffusés en 2e partie de soirée sur France 2, les Molières réunissent 1,36 million de téléspectateurs, soit 11,5% de part d'audience.